# Лъвът
„Лъвът“ (на френски: Le Lion) е френски филм от 2003 г. на френския кинорежисьор Жозе Пинейро. Филмът е екранизация по едноименния роман на френския писател Жозеф Кесел. Главната роля на Джон Булит се изпълнява от френския киноартист Ален Делон. В ролята на Сибил Булит участва италианската киноактриса Орнела Мути. В ролята на Патрисия Булит участва френската киноактриса Анушка Делон. В ролята на журналиста Жулиен Келер участва немския киноартист Хайно Ферх.
 Внимание:  Текстът по-долу разкрива сюжета на произведението (или части от него)!
Сеймество Джон, Сибил и дванайсет годишната им дъщеря Патрисия Булит живеят в Кения, в „Ройъл парк“ в подножието на планината Килиманджаро. Джон е администратор на парка. Патрисия, живее заобиколена от животните в резервата. Те са единствените ѝ приятели. Като малка лъвът, който е господар на парка спасява Патрисия от две лъвици. Оттогава невероятно приятелство свързва Патрисия с царя на парка. Но майка ѝ Сибил е притеснена от нейната привързаност към лъва. Сибил мечтае да изпрати дъщеря си в града, където да продължи образованието си. Джон и Патрисия са убедени, че всичко ще завърши зле...